# Ропецький Володимир Адамович
Ропецький Володимир Адамович (нар. 11 листопада 1953, Маріямпіль) — український скульптор, художник-монументаліст, живописець та графік, член Національної спілки художників України, Заслужений діяч мистецтв України, педагог, доцент Української академії друкарства, громадський та політичний діяч, активіст лемківського руху. Член НСХУ (1989).

## Життєпис
Народився 11 листопада 1953 року в сім'ї Ропецького Адама Гіляровича та Ропецької Параскевії Григорівної (з дому Кусик), депортованих у 1945 році з Лемківщини (Польща) до УРСР, в село Федорівку, Іловайського району, Сталінської області (сьогодні Донецька обл.). Через рік батьки виїжджають на захід України з надією, що повернуться на Лемківщину, но «уповноваженим» було наказано осідати… Сім'я Ропецького Адама поселилися в селі Маринопіль (сьогодні Маріямпіль) Галицького району, Івано-Франківської області.
Закінчив Маринопільську середню школу (1971), Косівський технікум народних художніх промислів (1974), Львівський інститут декоративно-прикладного мистецтва (1979, нині національна академія мистецтв)
1979—1980 — служив у збройних силах Радянського Союзу, в Забайкальському військовому окрузі.
1981—1988 — художник-монументаліст Львівського художньо-виробничого комбінату, «Художнього Фонду» УРСР, Спілки Художників УРСР.
1988—1992 — скульптор-монументаліст Львівської експериментальної кераміко-скульптурної фабрики, «Художнього Фонду» України, Національної спілки художників України.
1992—2004 — займається підприємницькою діяльністю.
Від 2004 — доцент кафедри книжкової графіки та дизайну друкованої продукції Української академії друкарства.
2004 — нагороджений відзнакою «За значний внесок у зміцнення міжетнічних відносин в Україні та за її межами, за активну участь у розбудові демократичного суспільства за збереження лемківських звичаїв та традицій».
2009 — директор Львівського обласного центру народної творчості та культурно-освітньої роботи.
2009 — пройшов навчання і отримав свідоцтво про підвищення кваліфікації в інституті післядипломної освіти ДАКККіМ, напрямок «Організація дозвілля: стан та перспективи розвитку».

## Нагороди
- Заслужений діяч мистецтв України (2000). За значний особистий внесок у розвиток Українського образотворчого мистецтва та високий професіоналізм.

## Наукова та викладацька діяльність
Від 2004 — займається активно викладацькою практикою. Виховуючи гідних громадян українського суспільства, з високим почуттям самодостатності, моральних, духовних та всесторонньо освічених осіб, бакалаврів та магістрів деякі із них вступили в Національну Спілку художників України. Сьогодні вони займаються активною творчою та суспільно-корисною працею, завойовують нагороди та призові місця на національних та міжнародних творчих форумах, а саме: Ксеня Шевченко, Валерій Панасюк, Віктор Фраза-Фразенко. Володимир Ропецький, доцент Української академії друкарства, ним сформовано ряд методичних вказівок та робочих програм по підготовці студентів по таких дисциплінах, як академічний рисунок, академічний живопис та композиція. Ним випущено ряд фахових статей, а саме:
- «Образно-символічний світ Никифора Дровняка». Збірник наукових доповідей «Теорія і практика актуальних наукових досліджень», Люблін — 2013, ст. 50-54.
- «Слово про організацію народної творчості Львівщини». Збірник наукових доповідей «Актуальні питання в сучасній науці», Варшава — 2013, ст. 30-34.
- "Народне мистецтво в каменеобробному промислі центральної Лемківщини (Риманівщина). Збірник наукових доповідей «Тенденції сучасної науки», Гданськ — 2013, ст. 36-38.

## Творча діяльність
- «Вулиця Вірменська» (1984, бронза, 10×9).[1]
- «Вулиця Сербська» (1984, бронза, 10×9).[1]
- Станкова робота «Рік 1941» (1984, тонований гіпс, 55×25×27).[2]
- «Вежа Корнякта» (1985, бронза, 18×8,2).[1]
- «Львів. Квітень 1936» (1985, бронза, 11,5×9).[1]
- «Іван Франко» (1986, шамот, діаметр 58).[1]
- «Маркіян Шашкевич» (1986, тонований гіпс, 102×43×38).[1]
- Пам'ятний знак із барельєфом Тарасові Шевченку в селі Добряни Стрийського району (1985, художник Дмитро Парута).[3]
- «Ріпник» (1986, склоцемент, 48×42×33).[1]
- «Ріпник» (1986, склоцемент, 56×31×49).[1]
- «Марія» (не пізніше 1989, гіпс, 46×21×15,5).[4]
- Пам'ятник Т. Шевченку в селі Сновичі (1993, архітектор В. Чорноус).[5]
- Пам'ятник Т. Шевченку в Зборові (1994).
- Пам'ятник Т. Шевченку в Чорткові (1995).
- Пам'ятник Роману Різняку — «Макомацькому» в Трускавці (1995).
- Меморіальна таблиця Охрімові Кравченку на вулиці Лисенка, 26 у Львові (2008, архітектор Ярослав Трескот).[6]

## Громадська та суспільно політична діяльність
Володимира Ропецького неоцінені здобутки, як сподвижника по збереженню духовної і матеріальної культури Українського субетносу — Лемків. Він був одним із перших в 1989 році при створені в складі Українського Фонду Культури в м. Львові Товариства «Лемківщина», посвідчення № 0285. Володимир Ропецький у 1989 році обраний до першого складу правління Львівської краєвої організації.
З 1999 по 2010 рік він очолює Львівську обласну організацію Всеукраїнського товариства «Лемківщина». За період його керівництва товариство «Лемківщина» набуло всеукраїнського статусу, досягнуло неабиякої популярності, як в Україні так і у світі. Володимир Ропецький добре володіє матеріалом по етнографічній культурі своїх краян, їхнім обрядовим календарем, матеріальною та духовною культурою горян. Він засновує, організовує та проводить обрядово-етнографічні, фольклорні фестивалі пісенної та танцювальної культури Лемків, кермеші (празники); Лемківська «Велия» (Різдвяні свята), «Русаля» (зелені свята), художні виставки митців вихідців з Лемківщини «Лемківський Єрусалим — 2», зїзди Всеукраїнського товариства «Лемківщина», а також Світової Федерації Українських-Лемківських об'єднань, наукові конференції та ювілеї, зокрема, ансамблю пісні і танцю «Лемковина». З 2007 по 2011 рік очолює світову Федерацію Українських-Лемківських об'єднань, і на цій ділянці роботи Володимир Ропецький відноситься з всією відповідальністю. Активізовується робота Світової Федерації та її закордонних суб'єктів, ведеться планова робота по скріпленню іміджу Української етнографічної групи — Лемків у світі та на материнських землях у Польщі.
Член заснованого у Львові 1989 року Клубу українських митців.
З 1989 по 1992 рік активний учасник громадської організації «Народний Рух України» в Львівській Спілці художників України.

З 1989 року брав активну участь у «Товаристві Української мови» у Львові.

У 2012 році кандидат у народні депутати до Верховної Ради України.

У 2013 році кандидат у депутати до Львівської обласної Ради.

У 2015 році Володимир Ропецький бере активну участь в роботі суспільно-громадської  організації «Український Чин», м. Львів.                                                                                      

Митець живе і віддано творить для мистецького і культурного розвитку рідної України, збагачуючи завтрашній день новими творчими досягненнями і як громадський лідер все робить для збагачення духовної та матеріальної культури Української Нації.